# Pruniers
Pruniers là một xã ở tỉnh Indre khu vực trung bộ Pháp. Xã này có diện tích 49 km², dân số thời điểm năm 1999 là 416 người. Khu vực này có độ cao trung bình 167 mét trên mực nước biển.